# Carel Joseph Fodor
Carel Joseph Fodor (Amsterdam, 18 april 1803 – aldaar, 24 december 1860) was een Nederlands ondernemer en kunstverzamelaar.
Hij was zoon van musicus Carolus Antonius Fodor en Geertruida Magdalena Cornelia Tersteeg, die hem op 8 mei in de Westerkerk zonder getuigen lieten dopen, er was sprake van een gemengd religieus huwelijk. Zijn ooms Joseph Fodor en Charles Fodor gingen de muziek in, nicht Josephine Fodor was destijds bekend sopraan. Geertruida Tersteeg is kleindochter van amateurtekenaar, kunstverzamelaar en distillateur in geuren Jan Tersteeg. Fodor had een innige vriendschap met Debora Blok, maar van trouwen was geen sprake, vermoedelijk wederom een kwestie van religie. 
Hij trad deels in de voetsporen van zijn vader die naast een redelijk succesvolle loopbaan in de muziek had ook al handelde in steenkool onder de firmanaam A. Fodor en Zoon. Zoon nam in 1833 het bedrijf van zijn vader over. Hij zou daarbij trouwens pas drie jaar daarvoor het ouderlijk huis verlaten. Een aantal jaren later kocht hij het pand Keizersgracht 611. Hij was op latere leeftijd voorts voorzitter van de Maatschappij tot Bevordering der Toonkunst, afdeling Amsterdam en was mede-oprichter van het Nederlands Gasthuis voor behoeftige en minvermogende ooglijders, te Utrecht. Hij was daarnaast actief als lid van Felix Meritis en Arti et Amicitiae. In 1849 werd hij bestuurslid van de Koninklijke Akademie van Beeldende Kunsten. Koning Willem III benoemde hem in 1858 tot officier in de Orde van de Eikenkroon.
Gedurende zijn leven legde hij een kunstverzameling aan, een zogenaamde collectie van Levende Meesters. Zijn totale vermogen werd aan het eind van zijn leven geschat op twee miljoen gulden. Hij had niet alleen kunst in zijn bezit, maar bezat ook panden en landerijen tot in de Beemster aan toe. Hij had als vrijgezel geen officieel nageslacht en liet hij zijn collectie en zijn panden aan de Keizersgracht na aan de stad Amsterdam, op voorwaarde dat het gebouw Keizersgracht 609, bekend als "Pakhuis Het Spook", omgebouwd moest worden tot museum. Hij stelde daar vooraf een bedrag van 60.000 gulden beschikbaar. Drie jaar na zijn dood opende Museum Fodor op 18 april 1863 zijn deuren. Zijn luxe inboedel met beelden, pendules tec.ect tot een partij gesorteerde Rijn- en Bordeauxwijnen werd geveild.; onroerend goed werd per openbare verkoop verkocht. Vlak voor zijn dood droeg hij als een van velen nog bij in de kosten voor een gedenkteken voor Johannes van den Bosch.